# Liste der geschützten Landschaftsbestandteile im Landkreis Neunkirchen
Die Liste der geschützten Landschaftsbestandteile im Landkreis Neunkirchen nennt die geschützten Landschaftsbestandteile in den Städten und Gemeinden im Landkreis Neunkirchen im Saarland. Geschützte Landschaftsbestandteile sind Elemente aus der Natur und Landschaft, die zur Erhaltung, Wiederherstellung und Entwicklung unter Schutz gestellt werden. Weitere Bedeutung haben sie als Habitate für bestimmte wild lebende Tier- und Pflanzenarten.

## Eppelborn
| Bild | Bezeichnung                                        | Ort                 | Beschreibung                                                    | Fläche (ha) | Koord.                          | Kennung alte Kennung   |
| ---- | -------------------------------------------------- | ------------------- | --------------------------------------------------------------- | ----------- | ------------------------------- | ---------------------- |
|      | Frankenbachtal                                     | Eppelborn Dirmingen | Bachtal mit begleitender Vegetation (Auwald / Hochstaudenflur)  | 4,5         | 49° 25′ 14,9″ N, 7° 2′ 30,8″ O  | GLB-024-NK-EPP 4 01 01 |
|      | Griesborn, Feuchtbiotop mit artenreicher Moosflora | Eppelborn Dirmingen | Feuchtgebiet / Teich                                            | 1,5         | 49° 24′ 23,4″ N, 6° 59′ 54,6″ O | GLB-025-NK-EPP 4 01 02 |
|      | In Mühlborn                                        | Eppelborn Dirmingen | Feuchtgebiet / Teich                                            | 1,5         | 49° 24′ 45,8″ N, 6° 59′ 18,1″ O | GLB-026-NK-EPP 4 01 03 |
|      | Ill zwischen Wustweiler und Dirmingen              | Eppelborn Dirmingen | Bachtal mit begleitender Vegetation (Auwald / Hochstaudenflur)  | 7,7         | 49° 24′ 12,9″ N, 7° 1′ 14,6″ O  | GLB-027-NK-EPP 4 01 04 |
|      | Hermes Au                                          | Eppelborn Dirmingen | extensiv genutzte Wiese; charakteristische Pflanzengesellschaft | 0,4         | 49° 25′ 2,5″ N, 6° 59′ 48,5″ O  | GLB-102-NK-EPP         |

## Illingen
| Bild | Bezeichnung                            | Ort                   | Beschreibung                           | Fläche (ha) | Koord.                         | Kennung alte Kennung   |
| ---- | -------------------------------------- | --------------------- | -------------------------------------- | ----------- | ------------------------------ | ---------------------- |
|      | Braunseggensumpf Hinter dem Seifenwald | Illingen Hüttigweiler | Feuchtgebiet / Teich                   | 0,1562      | 49° 23′ 29″ N, 7° 3′ 35,3″ O   | GLB-028-NK-ILL 4 02 01 |
|      | Die Seifenwies                         | Illingen Hüttigweiler | Feuchtgebiet / Teich                   | 1,8         | 49° 23′ 40,2″ N, 7° 3′ 34,2″ O | GLB-029-NK-ILL 4 02 02 |
|      | Auf Hirten und Weiherbrunnen           | Illingen Welschbach   | charakteristische Pflanzengesellschaft | 1,1         | 49° 23′ 20″ N, 7° 5′ 9,9″ O    | GLB-029-NK-ILL 4 02 03 |

## Neunkirchen
| Bild | Bezeichnung                      | Ort                      | Beschreibung                       | Fläche (ha) | Koord.                        | Kennung alte Kennung   |
| ---- | -------------------------------- | ------------------------ | ---------------------------------- | ----------- | ----------------------------- | ---------------------- |
|      | Kleiner Hirschberg               | Neunkirchen Kohlhof      | Wald                               | 11,6        | 49° 19′ 20,9″ N, 7° 15′ 17″ O | GLB-037-NK-NKN 4 06 01 |
|      | Ehemalige Lehmgrube Wellesweiler | Neunkirchen Wellesweiler | Steinbruch / Lehmgrube / Sandgrube | 9,4         | 49° 21′ 1,7″ N, 7° 13′ 7,8″ O | GLB-038-NK-NKN 4 06 02 |
|      | Osterschläge                     | Neunkirchen Hangard      | Wald                               | 3,1         | 49° 23′ 4,6″ N, 7° 12′ 58″ O  | GLB-039-NK-NKN 4 06 03 |

## Ottweiler
| Bild | Bezeichnung              | Ort                   | Beschreibung                                                   | Fläche (ha) | Koord.                         | Kennung alte Kennung   |
| ---- | ------------------------ | --------------------- | -------------------------------------------------------------- | ----------- | ------------------------------ | ---------------------- |
|      | Wethbachaue              | Ottweiler             | Bachtal mit begleitender Vegetation (Auwald / Hochstaudenflur) | 31          | 49° 24′ 19,8″ N, 7° 8′ 19,1″ O | GLB-031-NK-OTW 4 03 01 |
|      | Unten in der Lechbach    | Ottweiler Mainzweiler | Feuchtgebiet / Teich. Großseggenried mit kleinem Tümpel.       | 1           | 49° 25′ 34,5″ N, 7° 7′ 8,6″ O  | GLB-032-NK-OTW 4 03 03 |
|      | Hinterm Stennweiler Wald | Ottweiler Mainzweiler | ehemalige Sandgrube mit Besenheide                             | 0,45        | 49° 24′ 24,7″ N, 7° 6′ 53,9″ O | GLB-033-NK-OTW 4 03 04 |

## Schiffweiler
| Bild | Bezeichnung         | Ort                       | Beschreibung                                                   | Fläche (ha) | Koord.                         | Kennung alte Kennung   |
| ---- | ------------------- | ------------------------- | -------------------------------------------------------------- | ----------- | ------------------------------ | ---------------------- |
|      | Hühnerbrunnerwiesen | Schiffweiler Heiligenwald | Feuchtgebiet / Teich                                           | 3,8         | 49° 21′ 35,9″ N, 7° 6′ 15,8″ O | GLB-034-NK-SIW 4 05 01 |
|      | Auf der Kutt        | Schiffweiler Stennweiler  | charakteristische Pflanzengesellschaft                         | 2,85        | 49° 23′ 38″ N, 7° 7′ 26,4″ O   | GLB-035-NK-SIW 4 05 02 |
|      | Fahrbachtal         | Schiffweiler Stennweiler  | Bachtal mit begleitender Vegetation (Auwald / Hochstaudenflur) | 13,5        | 49° 22′ 59,5″ N, 7° 7′ 52,7″ O | GLB-036-NK-SIW 4 05 03 |